# Охоронні сили ООН
UNPROFOR, СООН — акронім, утворений від офіційної англомовної назви «United Nations Protection Forces» (Охоронні сили Організації Об'єднаних Націй), на позначення миротворчої місії ООН в Хорватії та в Боснії і Герцеговині під час Югославських війн, заснованої 21 лютого 1992 р. Резолюцією 743 Ради безпеки ООН і розпущеної 31 березня 1995 р. у зв'язку з реструктуризацією в інші сили — Сили превентивного розгортання Організації Об'єднаних Націй
Сили UNPROFOR були першою миротворчою місією ООН з моменту залучення останньої до миротворчої діяльності на просторах колишньої Югославії. Являли собою підрозділи озброєних миротворців ООН у складі 39 тисяч військовослужбовців з різних країн світу, з яких 320 загинуло.

## Командири
Командирами UNPROFOR були:
- Сатіш Намб'яр (Індія): 5 березня 1992.[3] — 2 березня 1993.[4]
- Ларс-Ерік Валґрен (Швеція): 2 березня 1993.[4] — червень 1993.
- Жан Ко (Франція): червень 1993 — березень 1994.
- Бертран де-Совіль де-Ла Пресле березень 1994 — березень 1995.
- Бернар Жанві: березень 1995 — січень 1996.

## Втрати
| Країна               | Кількість |
| -------------------- | --------- |
| Франція              | 48        |
| Велика Британія      | 25        |
| Іспанія              | 15        |
| Україна              | 14        |
| Росія                | 13        |
| Канада               | 11        |
| Пакистан             | 8         |
| Нідерланди           | 7         |
| Данія                | 6         |
| Польща               | 6         |
| Норвегія             | 5         |
| Йорданія             | 5         |
| Нігерія              | 5         |
| Чехія                | 4         |
| Швеція               | 4         |
| Кенія                | 4         |
| Бельгія              | 3         |
| Туреччина            | 3         |
| Малайзія             | 3         |
| Непал                | 3         |
| Єгипет               | 2         |
| Словаччина           | 2         |
| Португалія           | 2         |
| Хорватія             | 1         |
| Фінляндія            | 1         |
| Боснія і Герцеговина | 1         |
| Гвінея-Бісау         | 1         |
| Індонезія            | 1         |
| Ірландія             | 1         |
| Сенегал              | 1         |
| Всього               | 213       |